# IC 2023
IC 2023 ist eine linsenförmige Galaxie vom Hubble-Typ SB0 im Sternbild Dorado am Südsternhimmel. Sie ist schätzungsweise 431 Mio. Lichtjahre von der Milchstraße entfernt und hat einen Durchmesser von etwa 65.000 Lj. 

Im selben Himmelsareal befinden sich u. a. die Galaxien NGC 1506, IC 2021, IC 2025, IC 2028.
Das Objekt wurde am 7. Dezember 1899 vom US-amerikanischen Astronomen DeLisle Stewart entdeckt.